# Trempe
Trempe é um termo que define um objeto que proteja uma base, das altas temperaturas de utensílios que são colocados sobre ela. Por exemplo, protege uma mesa de jantar das altas temperaturas de utensílios que saem da fonte de calor e que são colocadas em seguida sobre ela. Isso é especialmente benéfico em mesas de madeira ou material plástico.
Um trempe pode ter mais de uma forma e ser construído de vários materiais diferentes. Quanto às formas, pode ser plano (em forma de disco, por exemplo) ou em forma de tripé. Desta última, vem o nome "trempe" ("tre", de três + "pe", de pé). Quanto aos materiais, quando planos, podem ser de cortiça, madeira, fórmica, cerâmica, borracha, couro, feltro, nylon, teflon, ou outro material isolante térmico e não tóxico. Quando em forma de tripé, em geral são fabricados de metal.
Quando em forma de tripé, evitam o contato direto com a base, elevando os utensílios da fonte de calor, por exemplo as brasas de uma fogueira. Podem também ser apoiados sobre a base, como a mesa de jantar, protegendo a sua superfície. Em algumas utilizações específicas, o tripé contém uma base onde se coloca uma fonte de calor (por exemplo um rechaud), para manter aquecido o conteúdo do utensílio. Um exemplo dessa aplicação é no consumo de fondue, utilizando-se recipientes caquelon [en].

## Galeria
|  |  |  |  |